# جاك ريد (رسام)
جاك ريد هو رسام كندي، ولد في 1924، وتوفي في 24 أغسطس 2009 في أوريليا في كندا.